# Quadroppia nasalis
Quadroppia nasalis är en kvalsterart som beskrevs av Gordeeva 1983. Quadroppia nasalis ingår i släktet Quadroppia och familjen Quadroppiidae. Inga underarter finns listade i Catalogue of Life.